# 2472 Bradman
2472 Bradman è un asteroide della fascia principale. Scoperto nel 1973, presenta un'orbita caratterizzata da un semiasse maggiore pari a 2,2648120 UA e da un'eccentricità di 0,0940855, inclinata di 5,11205° rispetto all'eclittica.
Dal 3 maggio 1996, quando 2418 Voskovec-Werich ricevette la denominazione ufficiale, al 1º giugno 1996 è stato l'asteroide non denominato con il più basso numero ordinale. Dopo la sua denominazione, il primato è passato a (3081) 1971 UP.
L'asteroide è dedicato al crickettista australiano Donald Bradman.